# 清水村 (岐阜県)
清水村（きよみずむら）は、かつて岐阜県揖斐郡にあった村である。
現在の揖斐川町の南東部、揖斐川東岸に該当する。

## 歴史
- 江戸時代末期、この地域は美濃国大野郡であり、天領、大垣藩領であった。
- 1889年（明治22年）7月1日 - 清水村、嶋村、福島村、長良村が合併し、清水村になる。
- 1897年（明治30年）4月1日[1] - 大野郡の一部と池田郡が合併して揖斐郡となる。揖斐町は揖斐郡に属する。
- 1955年（昭和30年）4月1日 - 揖斐町、大和村、北方村、清水村、小島村が合併し、揖斐川町となる。

## 教育
- 清水村立清水小学校（現・揖斐川町立清水小学校）
- 中学校は清水村西郡村鶯村川合村組合立揖東中学校へ通学（清水地区は1961年に組合から離脱）

## 交通機関
- 名古屋鉄道揖斐線
  - 清水駅、八丈岩駅（1955年時点では休止）